# Plante herbacée

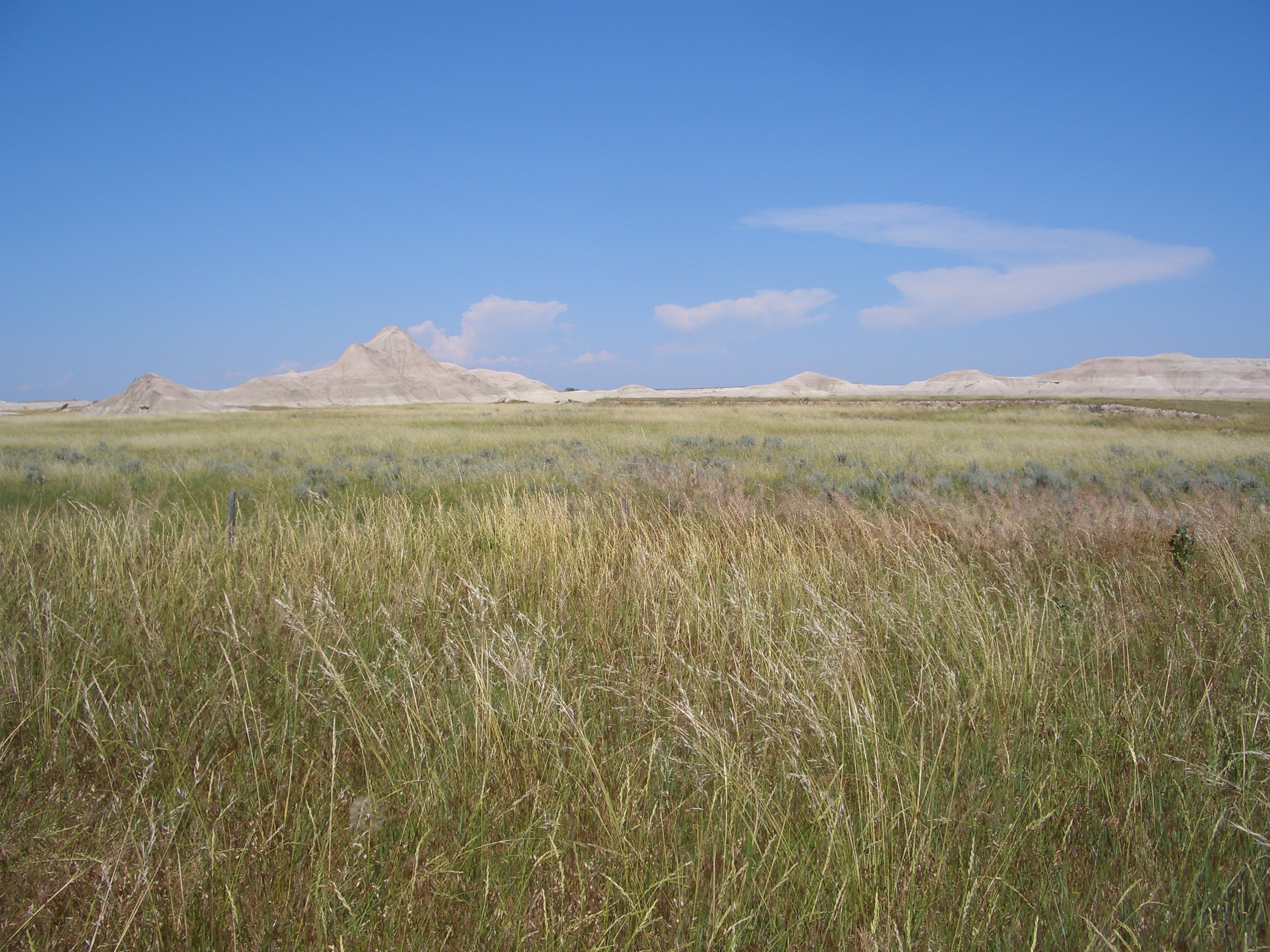
Prairie sauvage (Oglala National Grassland), presque exclusivement composée d'herbacées (graminées notamment), mais aussi de mousses et lichens.

Plante herbacée (ou herbacée) est un terme désignant au XVIIIe siècle toutes les plantes « tendres, grêles, et qui ne sont point ligneuses », ou « jeunes tiges des plantes, lorsqu'elles sont encore tendres et succulentes ». Un siècle plus tard, l'Académie française insiste sur l'opposition herbacé - ligneux en précisant que les herbacés sont aussi « des plantes dont la tige est tendre et périt après la fructification » (ce qui n'empêche pas une plante herbacée d'être également une plante vivace). Il est donc question de « plante herbacée » et de « tige herbacée ». Le même dictionnaire académique, dans sa version de 1932, est plus simple : est herbacé « ce qui est de la nature de l'herbe ». Au IIIe siècle av. J.-C., Théophraste consacre à ce qui a été défini comme plante herbacée les livres VII de ses Histoire des plantes, traité de botanique (les livres VI et VIII traitent des sous-arbrisseaux et des plantes herbacées).
En botanique, la notion de plante herbacée (tout comme celle de plante ligneuse) est une catégorisation non taxonomique. L'opposition courante entre plante herbacée et plante ligneuse n'est donc pas rigoureuse : en réalité toute plante vasculaire, herbacée comprise, produit des lignines en quantité variable. Dans la famille des Rosacées, par exemple, le fraisier est une herbacée alors que d'autres espèces sont des arbustes (framboisier), ou plus souvent des arbres (cerisier).

## Botanique et écologie
Une plante herbacée possède au moins une des caractéristiques suivantes[réf. nécessaire] :

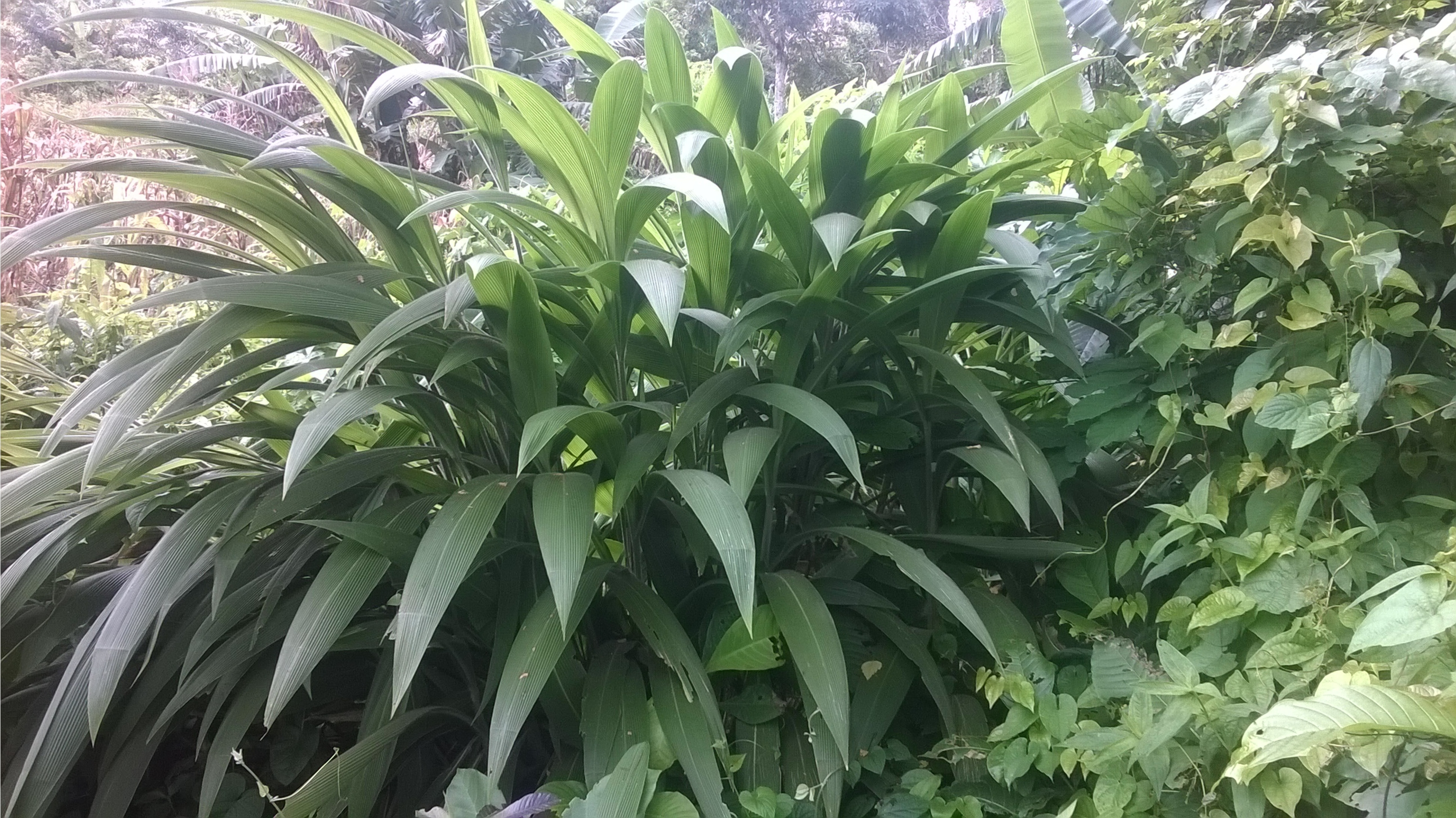
Une touffe de Setaria megaphylla dans une colline du Meva'a, au Cameroun

- Fleurs, feuilles, rameaux ou écailles verticillées ;
- Feuilles réduites à des collerettes et placées les unes au-dessus des autres ;
- Sporanges groupés au sommet de la tige ;
- Une tige feuillée d'au moins 10 cm.

Remarque : une plante herbacée peut cependant être constitué de tissu lignifié. Situé vers le centre de la tige, le tissu lignifié est le composant des vaisseaux conducteurs de la plante.
Par opposition à :
- Plante ligneuse, plante fabriquant de la lignine en grande quantité, constituant du bois avec la cellulose.
- Les plantes sans racine, sans fleur, mais ayant en général des tiges et des feuilles :
  - Les mousses
  - Les hépatiques
- Plante sans fleur, sans tige, sans feuille comprenant :
  - Certaines « algues vertes » du règne des plantes comme les Chlorophytes ou les Charophytes.
  - Les « algues rouges » ou Rhodophytes.
  - Les Glaucophytes, organismes unicellulaires de ce règne.

(Voire, autrefois lorsque considérés comme ou avec les plantes, les algues dans leur ensemble et les champignons et lichens.)